# Sala Régia (Vaticano)

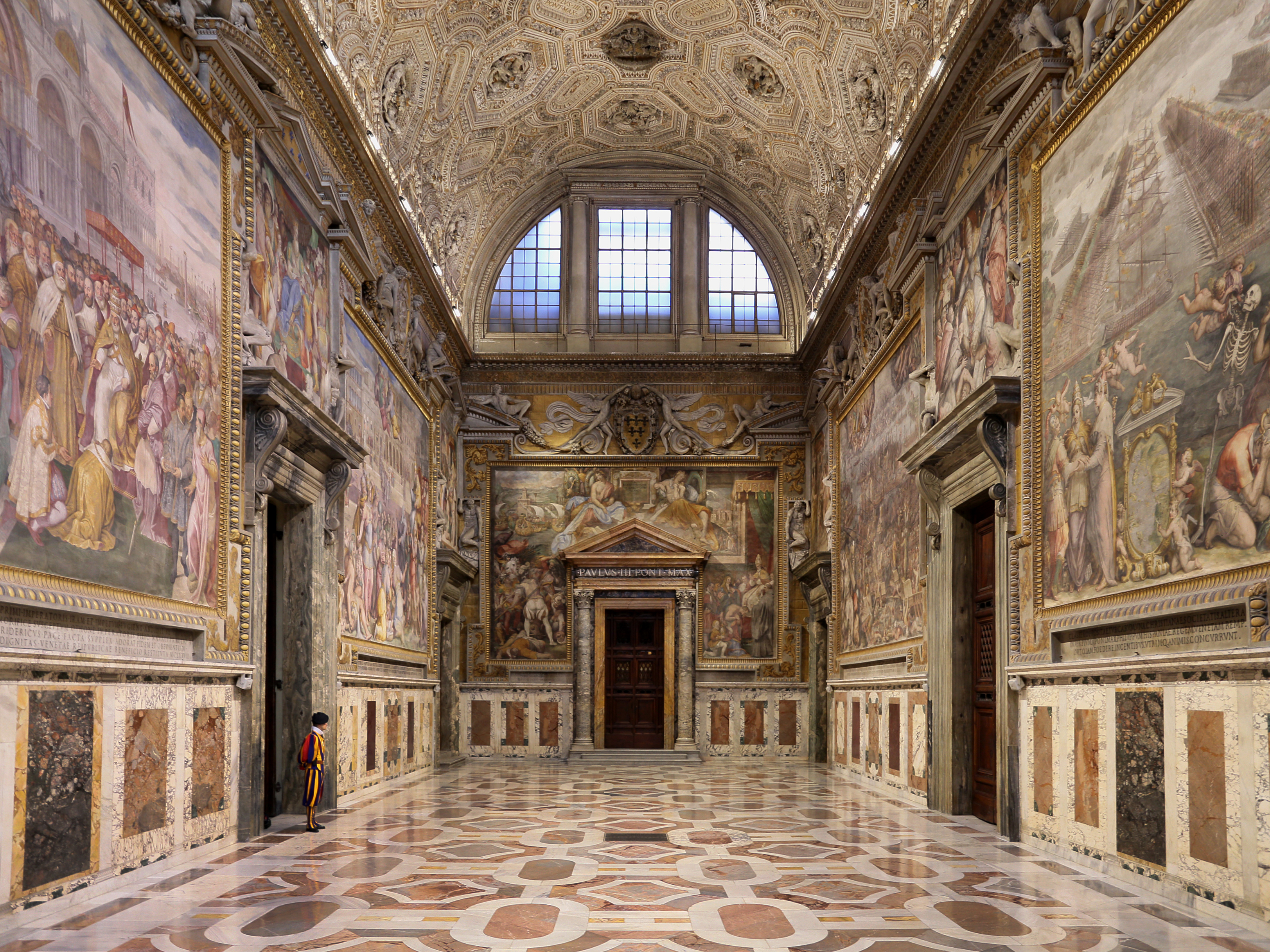
Vista da sala

Sala Régia (em latim: Sala Regia) é um salão de estado no Palácio Apostólico do Vaticano. Embora não tenha sido planejada como tal, esta ampla sala é, na verdade, uma ante-sala da Capela Sistina, alcançada pela Escala Régia (Scala Regia). À esquerda da entrada ficava anteriormente o trono papal, que fica agora do lado oposto, à frente da porta que leva à Capela Paulina.
A sala foi iniciada na época do papa Paulo III, sob a liderança de Antonio da Sangallo, o Jovem, e foi completada em 1573. A elegante abóbada de berço é decorada com impressionantes decorações em gesso de Perino del Vaga. Os ornamentos em estuque sobre as portas são de Daniele da Volterra.
As paredes foram decoradas por Livio Agresti, Giorgio Vasari e Taddeo Zuccari. Os afrescos representam pontos de inflexão na história da Igreja Católica, incluindo o retorno do papa Gregório XI a Roma (depois do Papa de Avinhão), a Batalha de Lepanto, o fim do banimento de Henrique IV, a reconciliação do papa Alexandre III com Frederico Barbarossa e Pedro II de Aragão oferecendo seu reino ao papa Inocêncio III.
A sala era originalmente utilizada para a recepção de príncipes e embaixadores reais, daí o seu nome. Atualmente, consistórios são realizados nela e, eventualmente alguns recitais musicais na presença do papa. Durante um conclave, é utilizada como passeio para os cardeais.

## Gallery

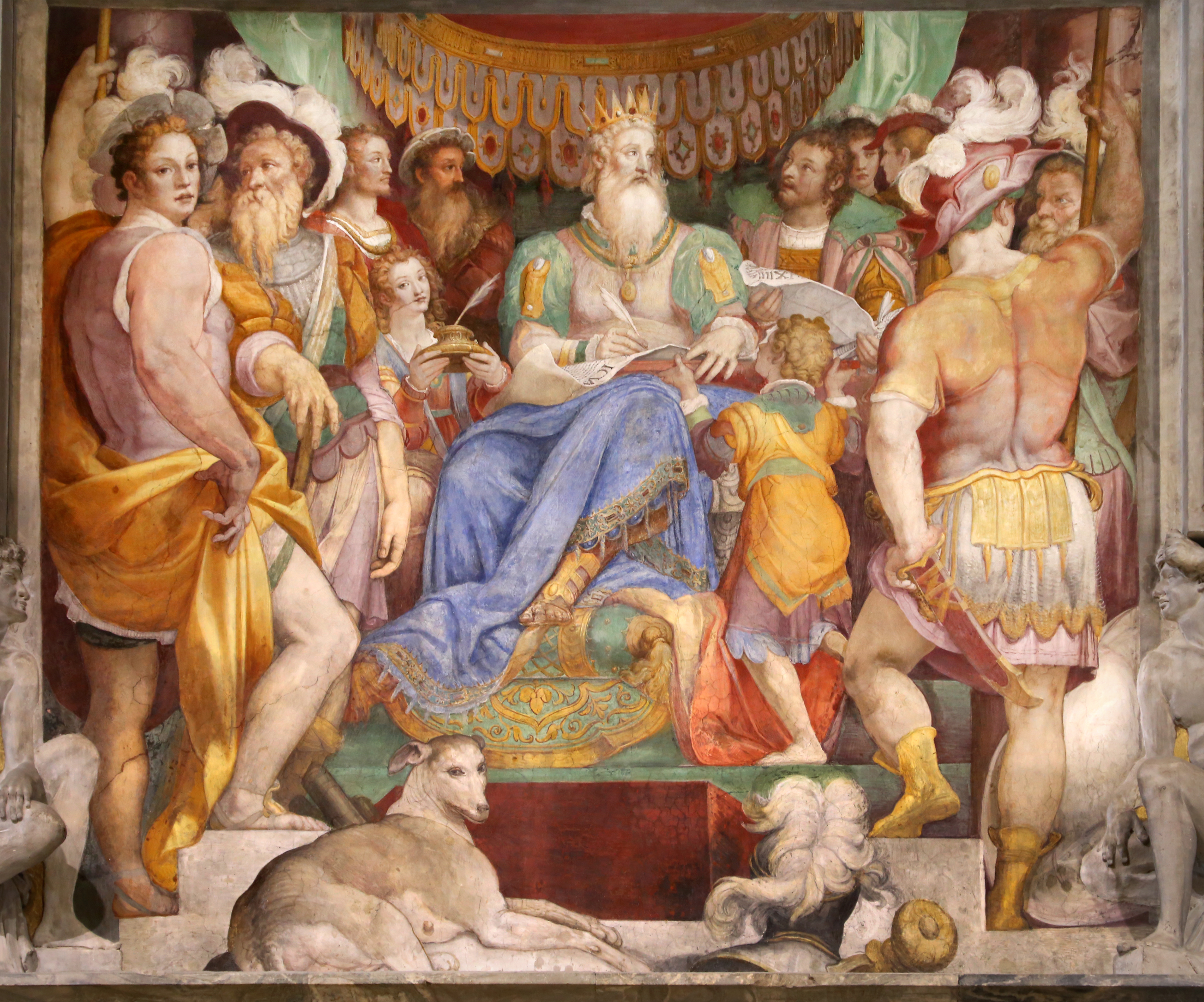
Carlos Magno confirma a doação de Ravena de Taddeo Zuccari
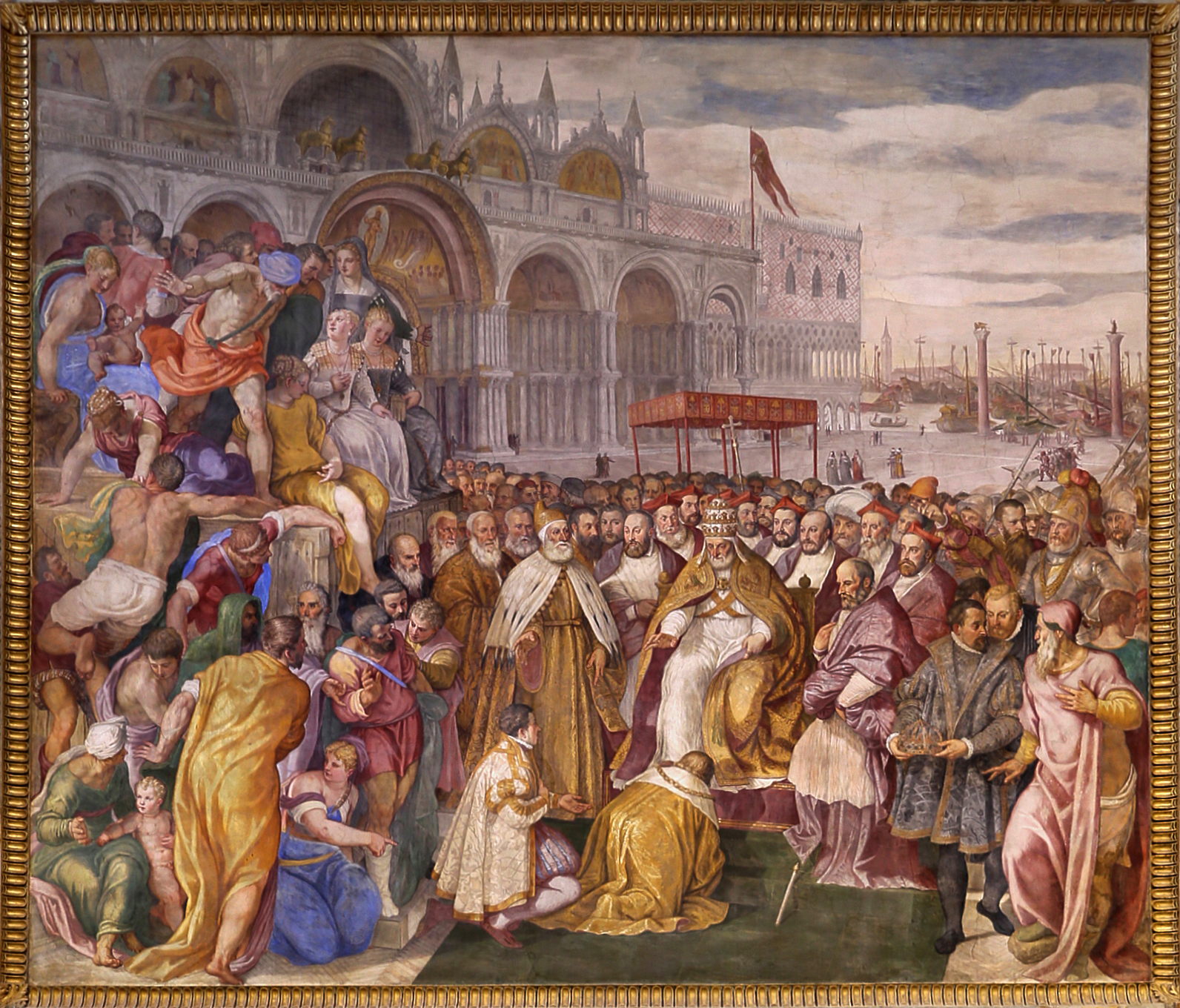
Submissão de Barba Ruiva a Alexandre III de Francesco Salviati e Giuseppe Porta
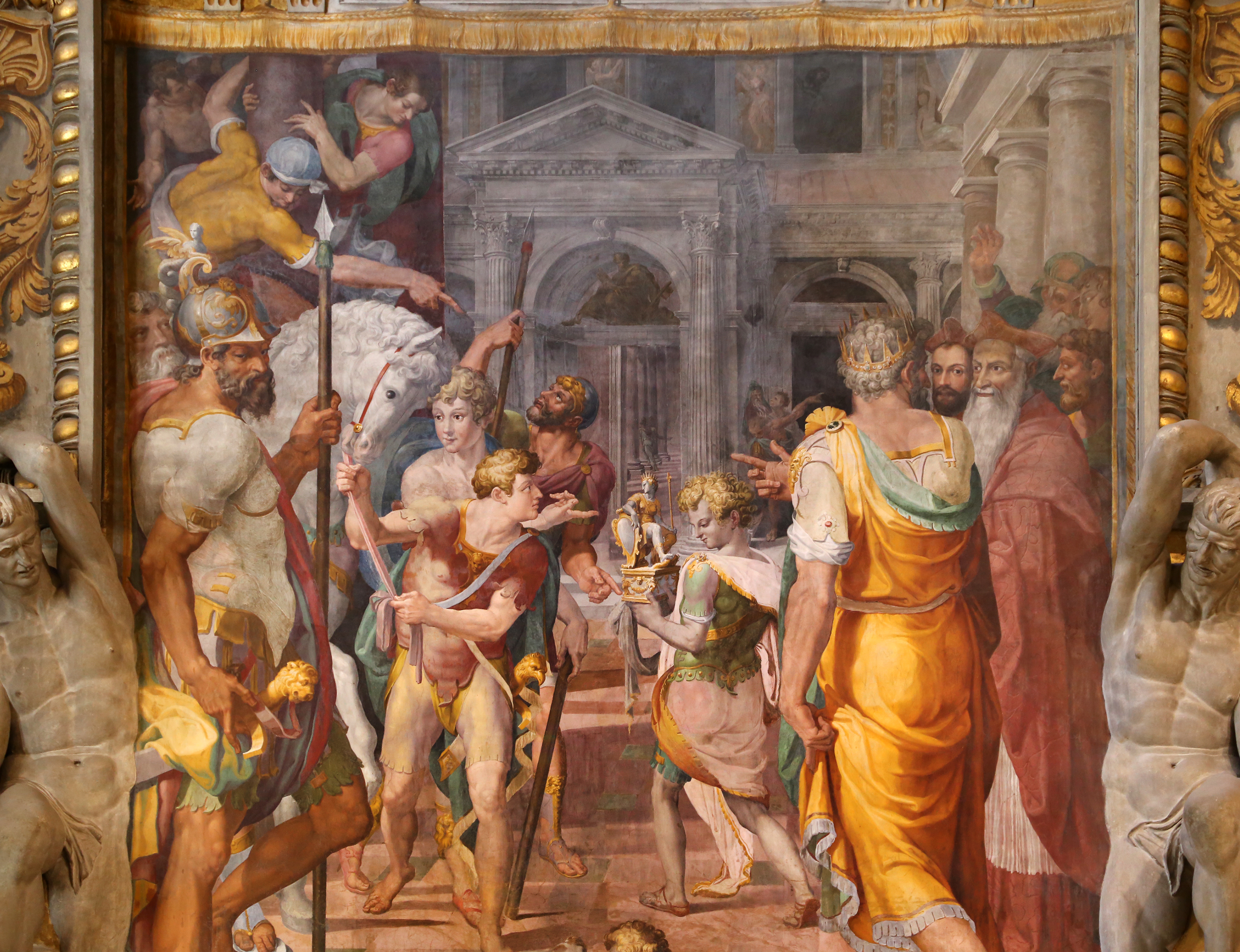
Pedro de Aragão oferece o reino a Inocêncio III de Livio Agresti
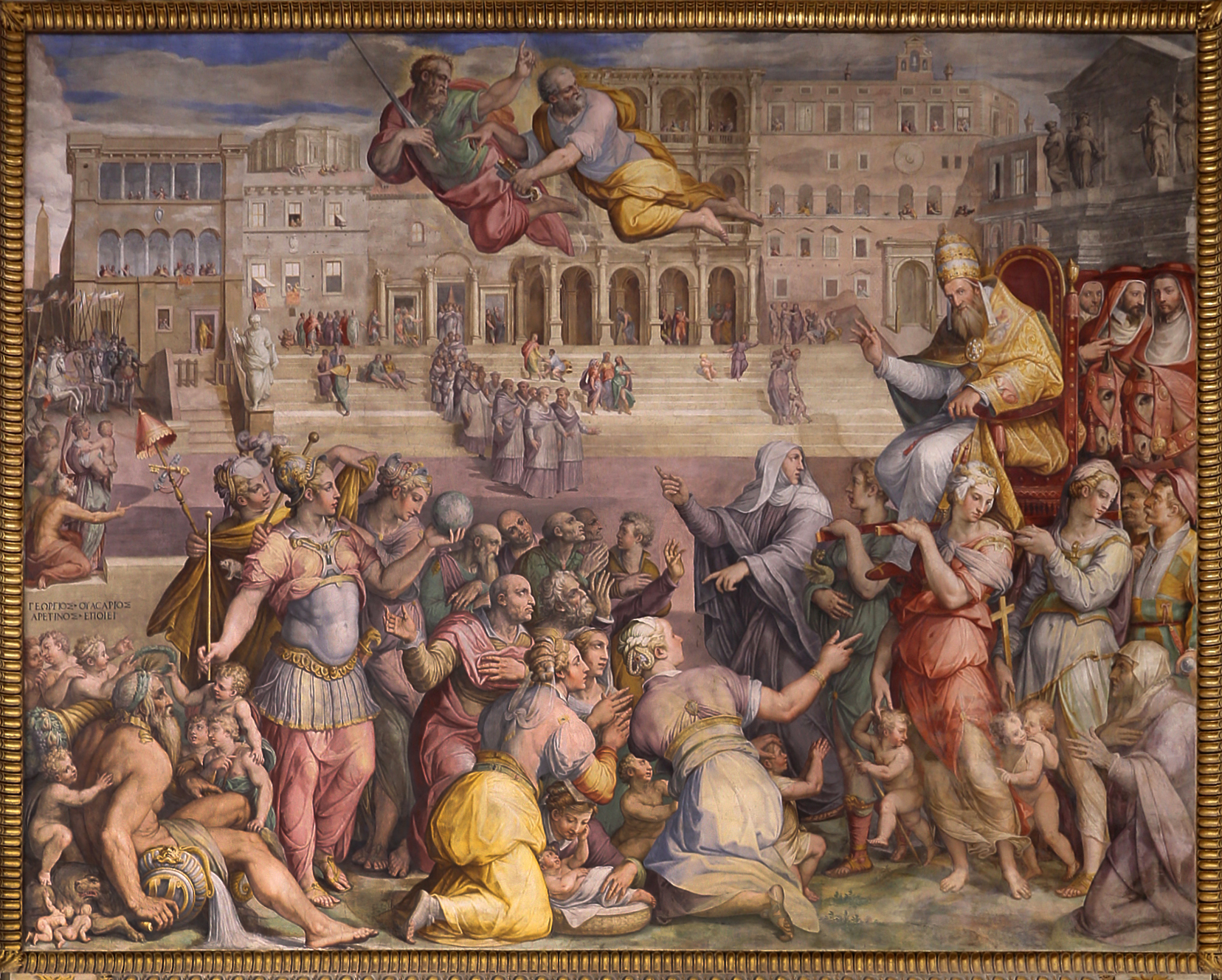
Gregorio XI volta de Avinhão de Giorgio Vasari
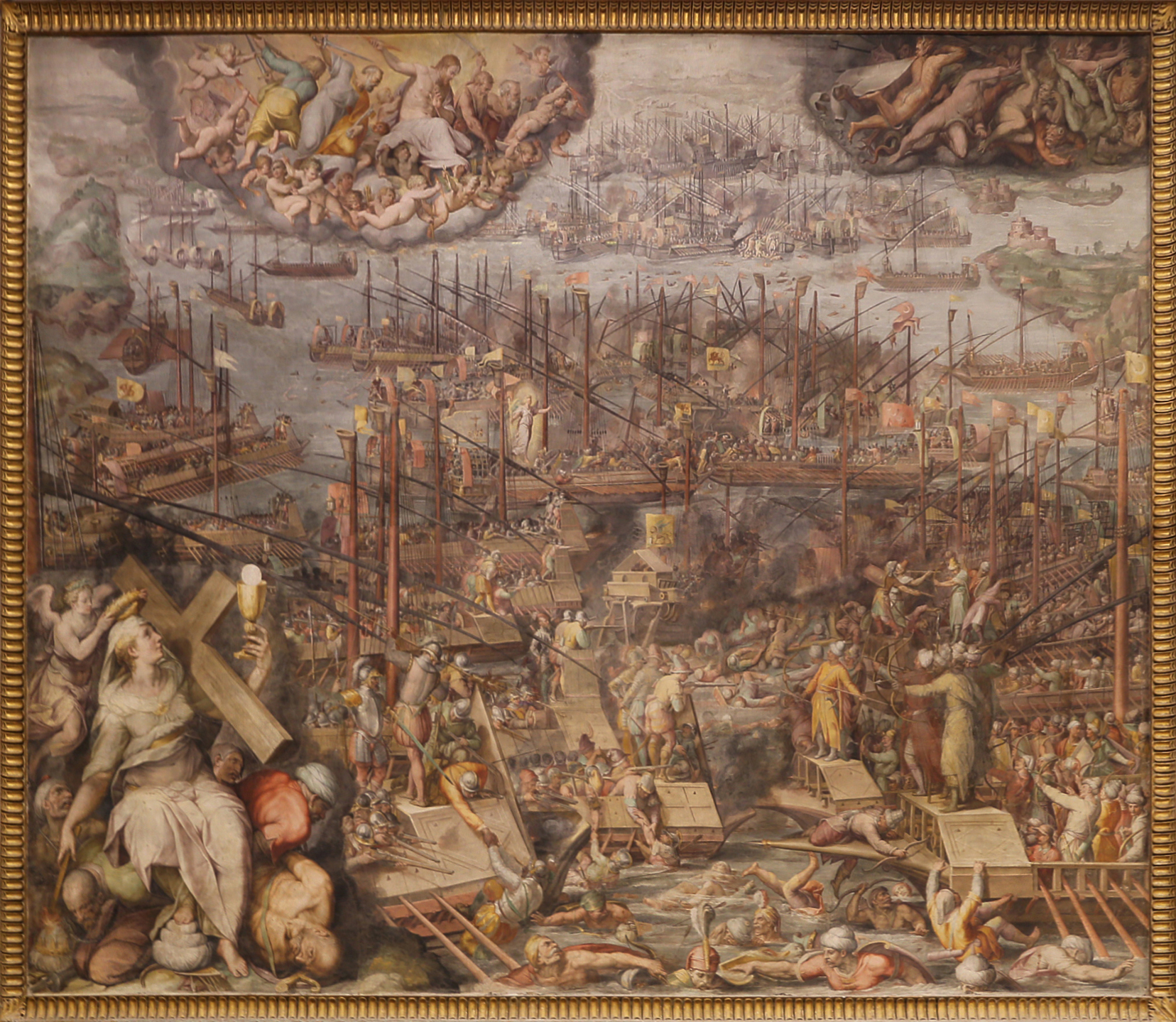
Batalha de Lepanto de Giorgio Vasari
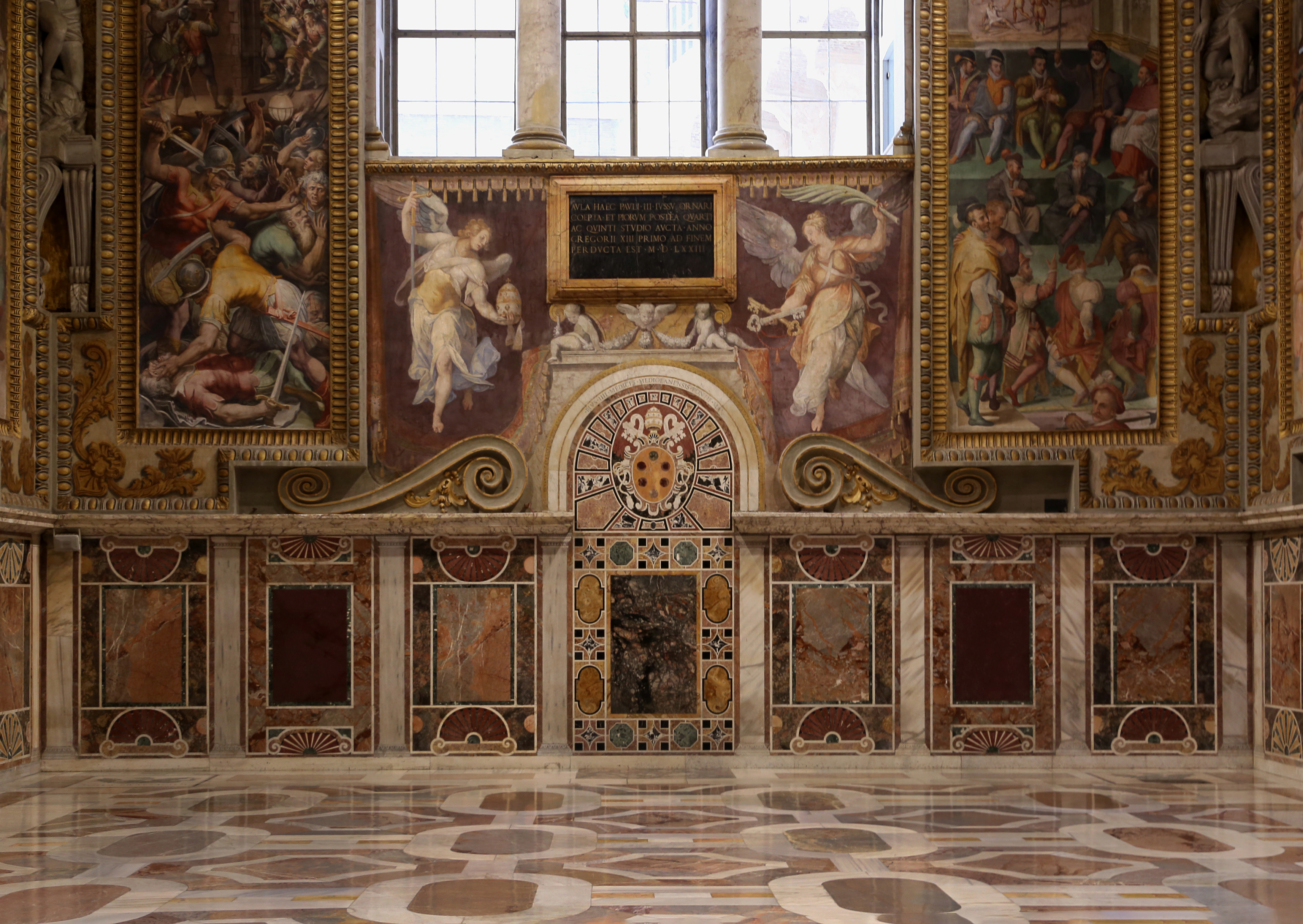
Pinturas e mármores da parede norte
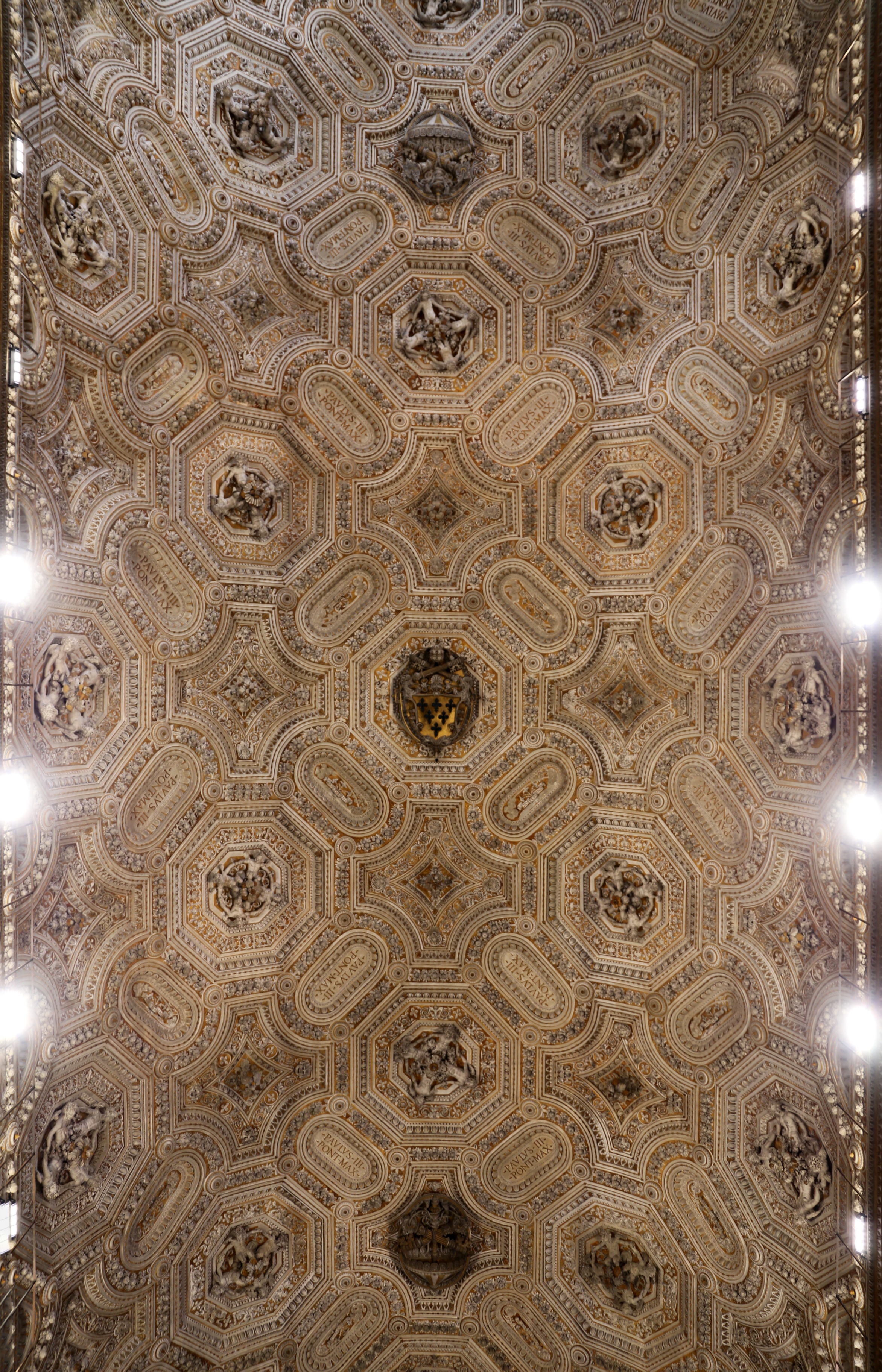
Volta da Sala Régia de Perin del Vaga